# Russes en Arménie
Les Russes en Arménie (russe : Русские в Армении, arménien : Ռուսները Հայաստանում) sont des Russes de souche vivant en Arménie, où ils constituent la deuxième plus grande minorité (après les Yézidis). Selon le recensement de 2022, 109 000 Russes ont été dénombrés, soit près de 3,6 % de la population totale de l'Arménie. Un reportage de novembre 2022 publié sur ARTE indique que plus de 300 000 Russes se sont installés en Arménie depuis le début de la guerre en Ukraine.

## Histoire
La première immigration massive de Russes en Arménie a eu lieu à la fin du XVIIIe siècle lorsque les Molokans, une secte dissidente de l'Église orthodoxe russe, ont été déportés vers Amasya et Sevan, avec environ 5 000 de leurs descendants vivant toujours dans le pays.
Après la guerre russo-turque de 1828-1829, de nombreux Russes ont immigré en Arménie russe, créant des entreprises et des églises et s'installant dans les montagnes du nord-ouest du pays. Pendant la période soviétique, beaucoup plus de Russes ont immigré en RSS d'Arménie et ont été engagés dans l'industrie et le travail de bureau. L'émigration des Russes a augmenté après 1990, lors de la dissolution de l'Union soviétique lorsque les conditions économiques se sont gravement détériorées et que l'arménien est devenu la langue officielle du pays.
On trouve encore des villages russes traditionnels à Amasia, Ashotsk
(Shirak), Sevan et Semyonovka (province de Gegharkunik), Filoetovo, Lermontov, Pushkino, Sverdlov, Lernantsk, Medovka, Lerhovit, Petrovka, Tashir et Mikaielovska (province du Lorri).

### Immigration à la suite de l'invasion russe de l'Ukraine en 2022
À la suite de l'invasion russe de l'Ukraine en 2022, un nombre important de Russes (en particulier dans le secteur informatique) sont partis pour l'Arménie, principalement en raison des sanctions et de la répression de la dissidence à la guerre. La majorité d'entre eux se sont installés dans les villes d'Erevan et de Gyumri, provoquant involontairement une flambée des prix de l'immobilier local. Le prix des appartements dans le centre-ville de Erevan a augmenté en moyenne de 109 000 drams au cours d'une année (environ 273 euros). Une nouvelle vague de Russes est partie pour l'Arménie en septembre et octobre en raison de la mobilisation des citoyens pour aller combattre en Ukraine.

## Églises russes en Arménie

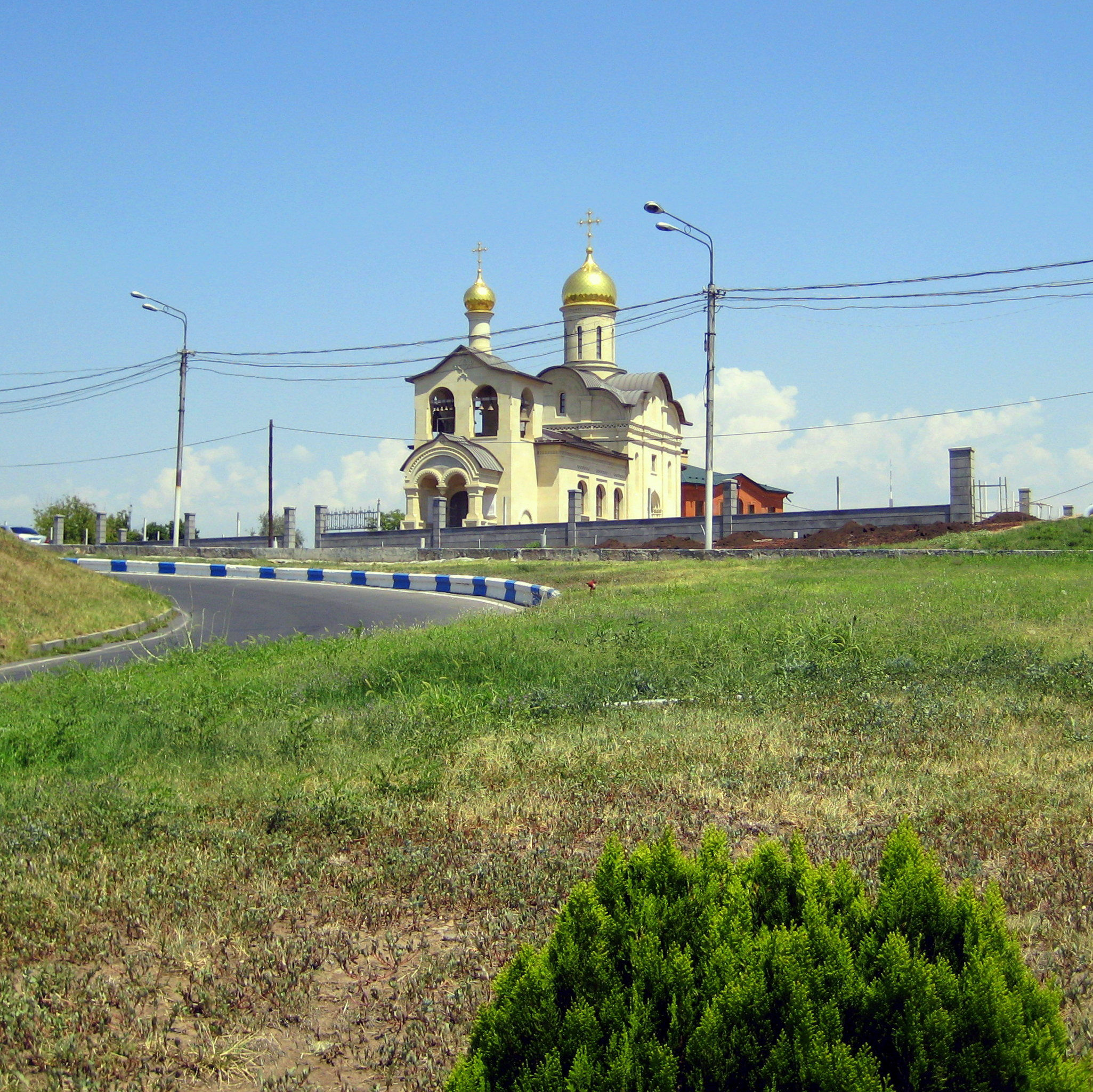
Église de la Sainte-Croix à Erevan

### Amrakits
- L'église Saint-Nicolas le Wonderworker, inaugurée en 1848.

### Gyumri
- Église Sainte-Alexandra-la-Martyre, ouverte en 1837.
- Église Saint-Michel-Archange, inaugurée en 1880.
- Église Saint-Arsenije, ouverte en 1910.

### Vanadzor
- Église de la Nativité de la Bienheureuse Vierge Marie, ouverte en 1895.

### Erevan
- Église de l'Intercession de la Sainte Mère de Dieu, ouverte en 1916.
- Église Sainte-Croix, ouverte en 2017.

### Églises démolies
- Église russe du 18e régiment de dragons Seversky, construite en 1856 à Gyumri. Elle fut consacrée en 1901 et détruite à l'époque soviétique.
- Église russe du 7e régiment de fusiliers du Caucase, construite dans les années 1850 à Gyumri. A été détruite à l’époque soviétique.
- Église russe du 8e régiment de fusiliers du Caucase, construite dans les années 1850 à Gyumri. A été détruite à l’époque soviétique.
- Église russe du 154e régiment d'infanterie de Bakou, construite dans les années 1850 à Gyumri. A été détruite à l’époque soviétique.
- Cathédrale Saint-Nicolas d'Erevan, construite dans la seconde moitié du XIXe siècle et détruite en 1931.

## Voir également
- Minorités ethniques en Arménie
- Arménie russe
- Arméniens en Russie
- Relations arméno-russes
- Russes ethniques dans les États post-soviétiques
- Diaspora russe
- Assyriens en Arménie